# Miguel Pérez Saint Martin
José Miguel Pérez Saint Martin (Estado de México; 17 de septiembre de 1993), más conocido como Miguel Pérez, es un actor, político y comediante mexicano. Regidor del Ayuntamiento de Metepec 2025-2027. Es recordado por haber interpretado al personaje de Ludoviquito Peluche, en la serie La familia P. Luche (2002).

## Biográfica y carrera
Nació el 17 de septiembre de 1993, comenzó su carrera desde muy pequeño en comerciales, ha participado en  programas, series y telenovelas icónicas de la televisión mexicana y el extranjero, es altamente reconocido por su papel en la serie de televisión la La familia P. Luche junto a Eugenio Derbez y Consuelo Duval. Actualmente desempeña el papel de Mike en la comedia digital Los Cousins a lado de Luis Manuel Ávila.
Estudió Finanzas y Contaduría Pública, cuenta con una Maestría en Administración y Gestión de Proyectos, un Diplomado en Relaciones Públicas, así como una Maestría en Administración Pública. Actualmente[¿cuándo?] imparte su conferencia motivacional llamada “¿Por qué a mí? en Instituciones Educativas, Gobierno, Empresas, y Organizaciones de la Sociedad Civil, en México y el extranjero.
Se ha desempeñado en diversos cargos dentro del sector privado. En el sector público se desempeñó como Director de la Juventud en el Gobierno del Estado de Puebla.
En 2018 se casó con Montserrat Ocampo Vázquez.

## Filmografía

### Programas de televisión
- La Rosa de Guadalupe
- Como dice el dicho
- Mujer casos de la vida real

### Telenovelas
- Alegrijes y rebujos (2004)
- Amy, la niña de la mochila azul - (2004) - Uri
- Sueños y caramelos - (2005) - Pedro y Romeo niño
- Misión S.O.S - (2005)
- Código postal - (2006-2007) - Chuy Santos
- La doble vida de Estela Carrillo - (2017)
- Por amar sin ley - (2018) - Tavo

### Series de televisión
- La Familia P.Luche (2002-2011) - Ludoviquito P.Luche
- Los Cousins (2019) - Mike Martínez
- Hospital El Paisa
- Simón dice
- Vecinos - Miguelito P.Luche